# 柏林墙倒塌
柏林墙倒塌（德語：Mauerfall）发生在1989年11月9日，是世界历史的关键事件，标志着铁幕倒塌、东欧及中欧的共产政权开始倒台。不久后，德国国内边界開放，次年10月两德统一。

## 背景

### 铁幕开缝
1989年8月19日的泛欧野餐上，奥地利与匈牙利的铁幕宣告打开，引发了和平性的连锁反应。彼时东方集团已四分五裂，东德也将不复存在。野餐活动即将进行的消息，通过海报及传单在匈牙利度假的东德人群体中广泛流传，促成了自1961年柏林墙建成以来东德最大规模的逃亡行动。野餐结束后，按照奥托·冯·哈布斯堡希望测试苏联与苏联共产党总书记戈尔巴乔夫对开放边境态度的想法，数千名通过媒体得到消息的东德人动身前往匈牙利。时任德国统一社会党总书记埃里希·昂纳克在接受《每日镜报》采访时表示：“哈布斯堡王朝向遥远的波兰散发传单，邀请东德的度假者去野餐。度假者去参加野餐，收到了礼物、食物和德国马克，之后在说服下去往西方”。然而事情过后，东柏林的东德领导人依然不敢完全封锁国境，而苏联更是毫无反应，东方集团的统治就此打破。
1989年夏天过后，到11月初，大批难民借道捷克斯洛伐克或是德国驻捷克大使馆来到匈牙利人民共和国。由于与捷克斯洛伐克的共产主义政府达成了长期的协议，允许民众自由穿越边境，德国最初容忍移民的存在。然而，移民运动的规模迅速增长，为两国带来麻烦。另外，东德正身陷外债危机，克伦茨派沙尔克-戈洛德科夫斯基去西方请求短期短款来偿还利息，但无疾而终:344。

### 东德政局变化
1989年10月18日，长期执政的德国统一社会党总书记昂纳克下台，为埃贡·克伦茨的执政让路。昂纳克一直患有重病，希望取代他的人士最初希望等待“生物上的解决方案”，但到10月就已经承认政治和经济情势不容乐观:339。昂纳克支持克伦茨的选择，在辞职演说中正式提名克伦茨，由人民议会正式选举他。尽管克伦茨在第一份公开演讲中承诺改革，东德人民依旧认为他会遵循前任的政策，因此继续要求他下台的抗议活动:347，反对浪潮仍未平息。
11月1日，克伦茨授权重新开放与捷克斯洛伐克的边境，该处边境之前因封堵大批逃往西德的民众而关闭。11月4日，亞歷山大廣場示威爆发。
11月6日，内政部发布新旅行规定草案，对昂纳克时代的法律做了表面的修改，使得审批流程不透明，维持外币获取方面的不确定性。草案彻底激怒普通民众，西柏林市长莫波尔抨击草案“完全是垃圾”。数百名难民聚集在布拉格西德大使馆门前的台阶上，捷克斯洛伐克当局非常不满，扬言彻底关闭与东德的边境。
11月7日，克伦茨批准斯多夫及三分之一的政治局成员辞职，然而克伦茨也被中央委员会一致连选为德国统一社会党总书记:341。

### 东德新移民政策
10月19日，克伦茨安排劳特准备新的旅行政策。
11月7日在德国统一社会党政治局会议上，委员决定立即实施旅行规定草案中的部分内容，解决永久移民问题。最初，政治局计划在希恩丁附近设立专门应付此次移民的特殊过境站。然而负责拟定新条文的内政及斯塔西官僚认为新条文根本不可行，便编写了针对移民及临时旅行的新条文。条文规定，东德公民可在未满足先决条件的情况下申请出境许可。为了解决所产生的复杂问题，由克伦茨领导的政治局于11月9日决定允许难民直接透过东德和西德之间的檢查站离开，其中包括东西柏林。当天晚些时候，部长级政府修改该提议，使将私人往返旅行纳入条文。新规定将于第二天生效。

## 过程

### 误读新规

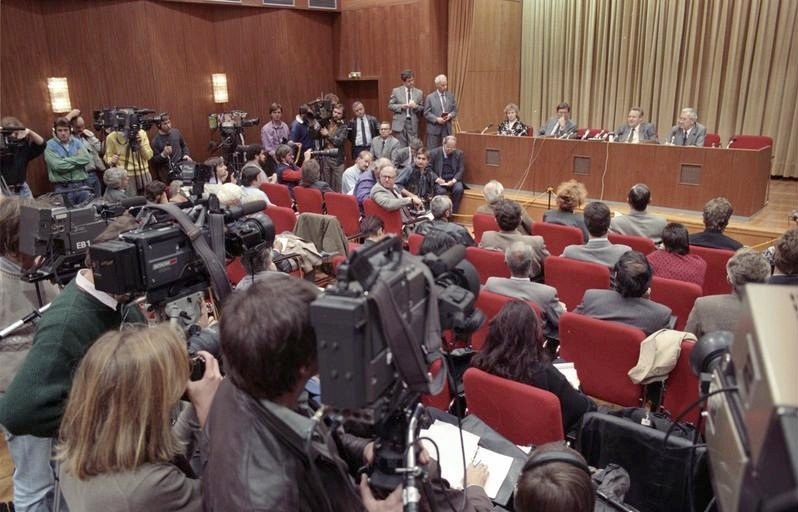
1989年11月9日沙博夫斯基（讲台右二）与其他东德官员主持发布会，最终导致柏林墙倒塌。里卡多·埃尔曼就坐在讲台桌子的前面。

柏林墙倒塌始于一场长达一小时的新闻記者會。该記者會介绍了新旅行政策，由东柏林党领袖沙博夫斯基及其他政府发言人主持，中欧时间11月9日18点开始，由民主德国电视台和电台转播。台上的官员除沙博夫斯基外，还有对外贸易部长格哈德·贝尔、德国统一社会党党员拉布和巴纳沙克:352。
沙博夫斯基未参与新规的讨论，也完全没掌握最新情况。会议举行后不久，克伦茨向他递上宣布新规的小纸条，但未进一步指示他处理该信息。新条文规定东德人即便未达到所需条件也可以申请出境，还可以在所有边境之间进行移民，包括东西柏林。
18点53分，記者會临近结束，安莎通讯社的埃尔曼问11月6日的旅行新规是否是错误决定。沙博夫斯基给出了令人困惑的答案，断言新规势在必行，因为西德已经耗尽了接受逃难东德移民的能力，后来突然想起他收到的纸条，又补充指允许跨边境永久移民的新法正在上路。沙博夫斯基的一番言论引发骚动。在连番追问中，沙博夫斯基讶异记者还没有看过法律，便又开始读起那张纸条的内容。之后，坐在记者席前排的埃尔曼和《图片报》记者布林克曼询问新规上路的时间。沙博夫斯基迟疑片刻，回复指：“就我所掌握的，法律即刻生效，没有拖延。”:352。然而根据纸条开头的段落，这是明显的假设。贝尔本想救场，澄清新规的生效时间须交由部长会议决定，但沙博夫斯基继续读稿子，表示新规已经生效，直至“人民议会”通过针对此事的法案。至关重要的是，一名记者问新规是否同意用于申请前往西柏林，沙博夫斯基耸了耸肩，朗读纸条第3项，证实了这一点。
交流过后，《每日电讯报》记者约翰森问新法对柏林墙的影响。沙博夫斯基木然端坐，之后漫不经心地回应了问题，连带提到了更大的撤军问题。
沙博夫斯基于19点草草结束記者會，离场时被记者包围。

### NBC采访
新闻发布会过后，沙博夫斯基接受美国全国广播公司记者布羅考采访，重申新规立即执行，东德人可以穿过边境移民。

### 消息传播

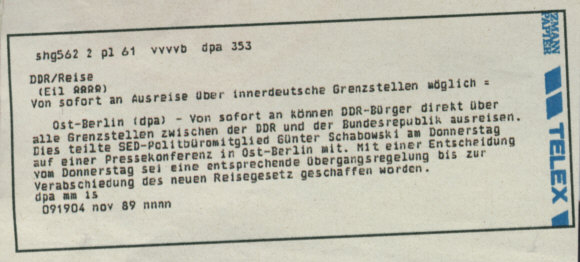
德新社快报

消息迅速传播：西德德新社于晚7点4分发布快报，宣布东德居民即刻可以跨越两德边界。7点17分，发布会结束，德国电视二台重点新闻节目《今天》报道了沙博夫斯基新闻发布会的现场实况，之后德國公共廣播聯盟节目《今日新聞》重点报道会议新闻。德国公共广播联盟及德国电视台自1950年代便在东德几乎全境播出，两者获东德当局批准，收视率远高于东德的频道，而当时东德的民众大抵都是通过两者了解到消息。当天晚些时候，公共广播联盟主持人弗里德里希斯在节目《每日话题》中表示，“今天11月9日是载入史册的一天。民主德国宣布向所有人开放边境，马上生效。围墙的大门将一直敞开:353。”
2009年，埃尔曼表示中央委员会的一名委员曾致电他，敦促他在新闻发布会上就新规提问，但沙博夫斯基认为他的说法荒谬。埃尔曼后来在2014年接受奥地利记者采访时重申了这一说法，承认打电话的人是东德新闻社德国新闻总局局长珀奇克，他只是问了埃尔曼会不会参加新闻会。

### 边界人群聚集
听到广播后，东德人开始在围墙的六个检查站间聚集，要求边防兵立即打开大门。卫兵们不知所措，急忙多次致电上级寻求指示。最开始他们被要求找出聚集人群中“更具侵略性的”人士，在他们的护照上盖上特殊的印戳，禁止他们回到东德，也就是变相褫夺他们的国籍。然而，聚集人群依旧不愿散去，要求通关，说“沙博夫斯基说我们可以的”:353。然而东德当局没有人愿意承担责任，发布使用武力清场的指示，士兵即便人多势众，也不敢阻挡大批东德居民。萨罗特2009年在《华盛顿邮报》撰文指，柏林墙倒塌前的连串事件纯属意外，表示“上世纪最具里程碑意义的事件，实际上是一次意外，是半漫画和官僚主义的错误，这种错误应归功于西方媒体和历史潮流。”

### 边境开放
最终，11月9日，晚上10点45分（一说晚上11点30分），博恩霍尔默大街边检站的指挥官杰格允许士兵开放检查站，让民众需要接受身份检查过境。东德居民一拥而上，接受狂喜中等待的人献上的鲜花和香槟。不久后，一群西柏林人跳上墙壁，之后东德青年人纷纷加入。11月9日夜，柏林墙倒塌。

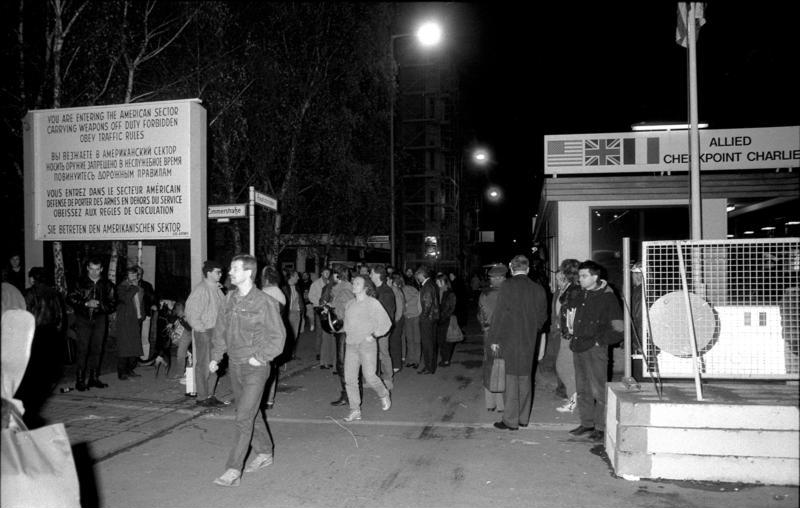
1989年11月10日，从查理檢查哨过境的民众
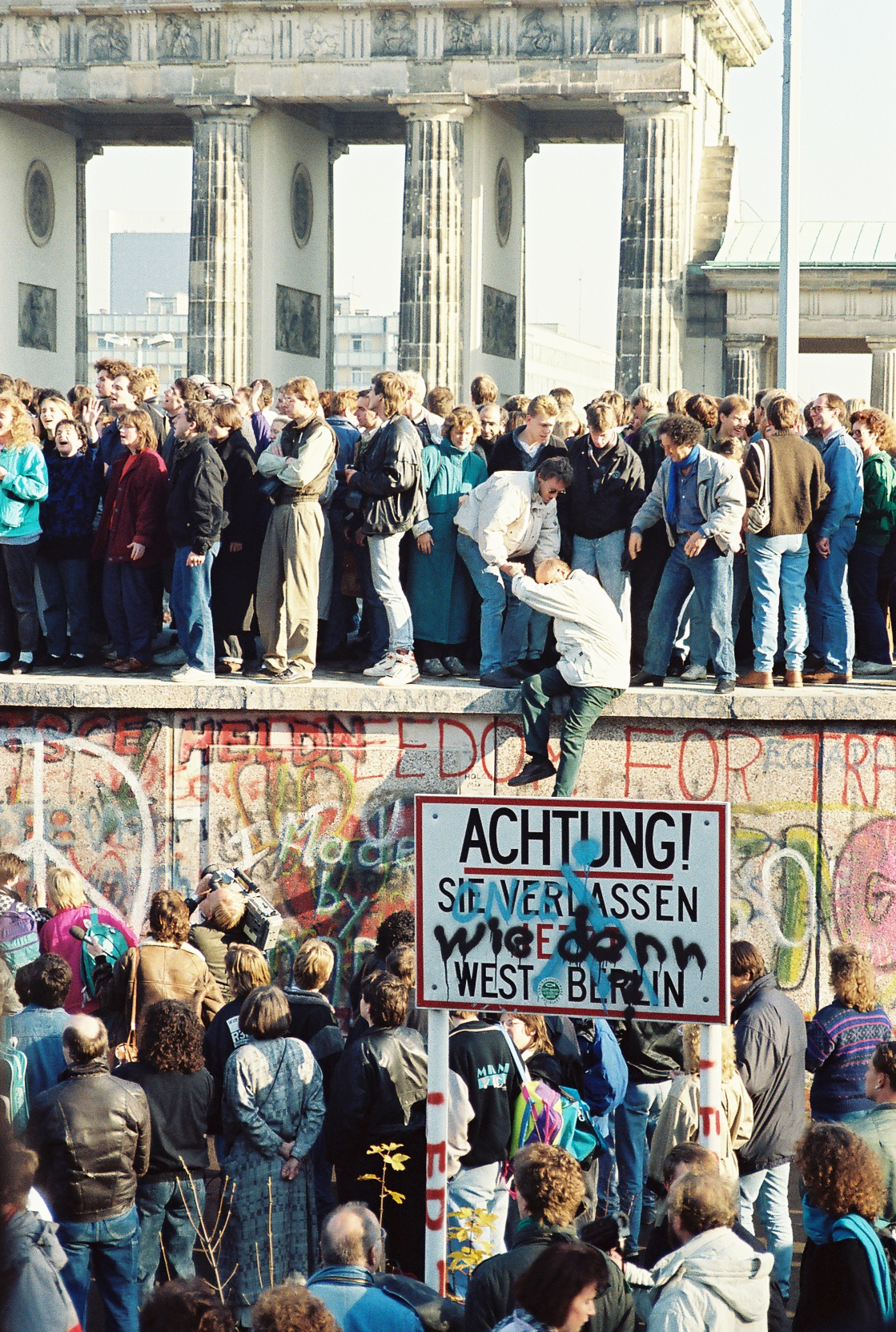
1989年11月10日，勃兰登堡门
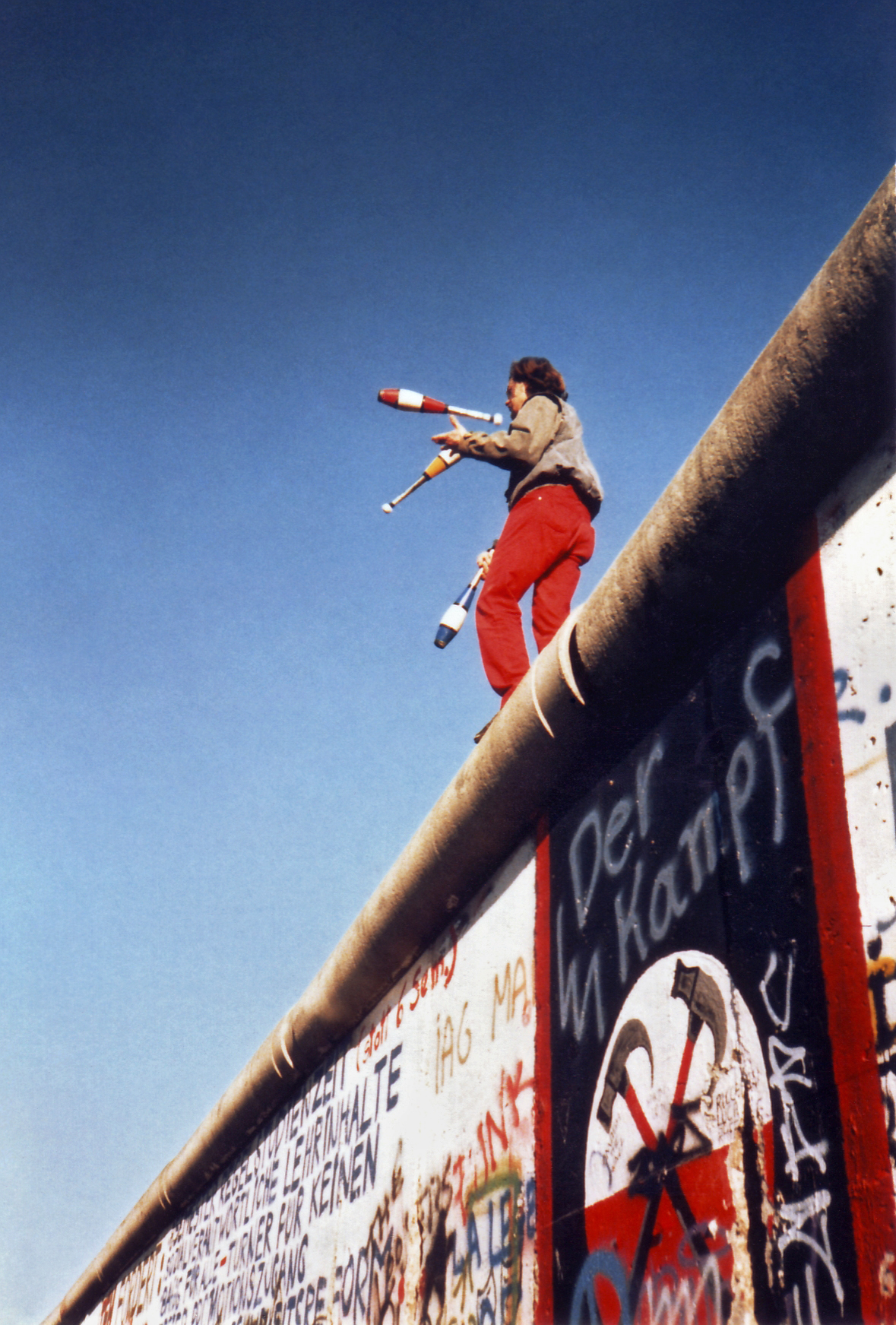
1989年11月16日，在围墙玩杂耍的人
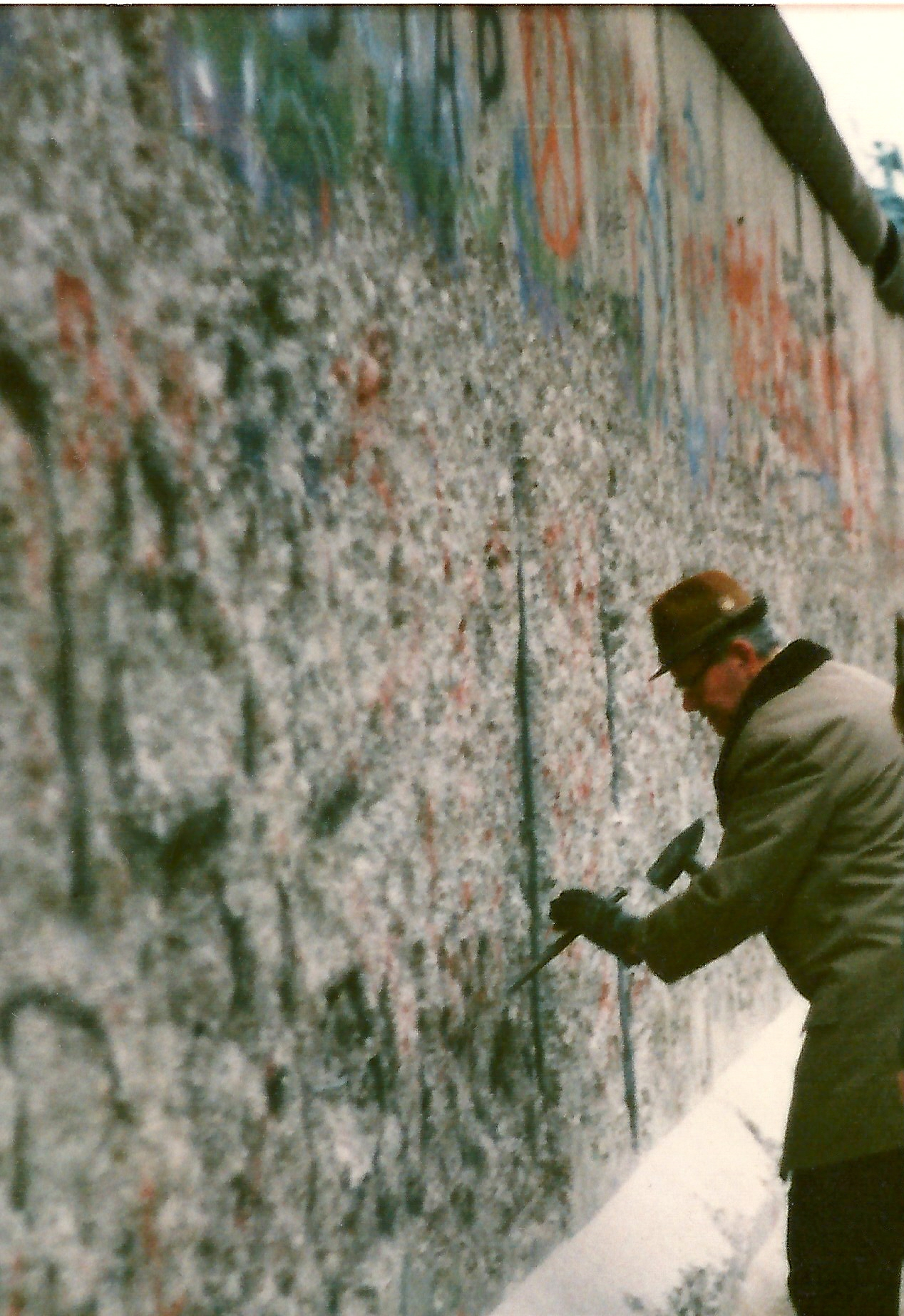
围墙涂鸦，1989年11月
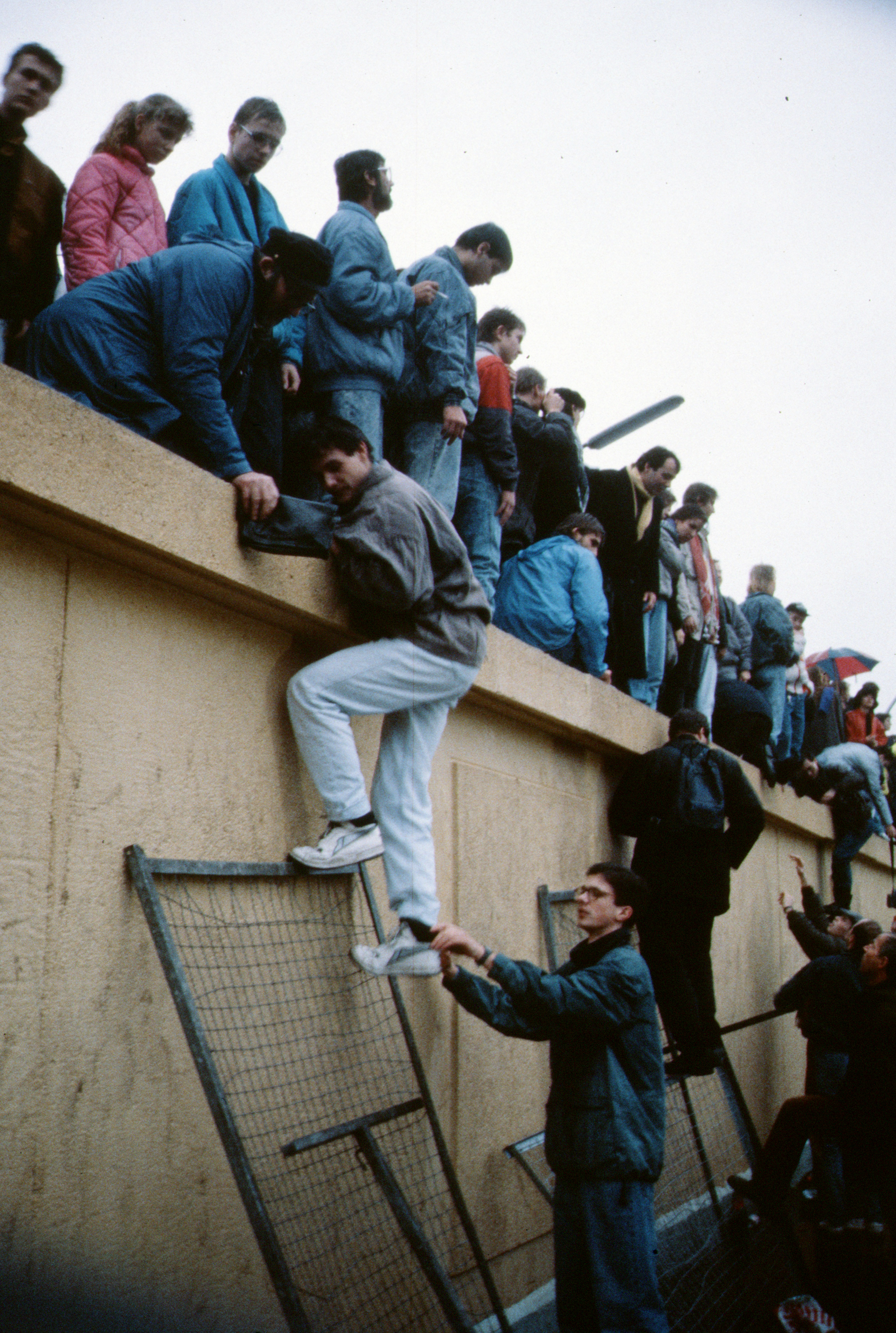
柏林墙倒塌，1989年11月
- 吕贝克施鲁特普区检查站庆祝活动，1989年11月

南部的另一个边检站可能提早开放。谢弗表示他独立决策，下令提前几小时打开Waltersdorf-Rudow的大门。这或许解释了东柏林人在博恩霍尔默大街过境点开放前提前出现在西柏林的原因。

### 自发拆除
1989年11月9日晚，柏林墙开始被陆续拆除，工程一直持续数周。自称“围墙啄木鸟”（Mauerspechte）的民众利用各种工具剥下墙砖留作纪念，或是砸出大口，打造多个非正式过境点。
当晚，各大电视台转播民众自行拆除围墙的现场，包括波茨坦广场、格林尼克橋及伯瑙尔大街等历史地点。人群在已成历史的过境点两侧排起长龙，等待数小时，为推倒围墙、将被分割的道路重新连接的推土机加油。围墙的警卫仍然保持，但警备有所减少，而新的过境点也维持了一段时间。最初德意志民主共和国边防军打算修复“围墙啄木鸟”造成的破损，然而最终渐渐停止尝试，警卫变得更加宽松，能够忍受越来越多的拆毁和“未经授权”越过孔洞的过境。

### 首相会议
1989年12月22日，勃兰登堡门的柏林墙打开。当天，西德总理科尔穿过勃兰登堡门，与东德总理莫德罗会面。自12月23日起，西德人和西柏林人可免签证前往东德。在这之前，西德人前往东德及东柏林须提前数天或数周申请签证，若计划停留每天还必须强制兑换至少25德国马克，这些限制性条件阻止居民自发前往。因此，11月9日至12月23日间，东德的旅行规定实际上要比西德宽松。

### 官方拆除
1990年6月13日，东德边防军开始拆除围墙，最先拆的是伯瑙尔大街及米特区。自那时起，拆除工作在普伦茨劳贝格、海利根及全市各地举行，持续至1990年12月。据边防单位估计，拆除工作共产生170万吨建筑瓦砾。博恩霍尔默大街的拆除工作因修建铁路，提前举行。拆除工作共动用300名东德士兵，1990年10月3日过后又增加了联邦国防军的600名先驱。工程人员配有175辆卡车、65辆起重机、13辆推土机。实际上，柏林墙切断的每一条连接东西柏林的道路都被重修，于1990年8月1日重开。仅柏林一点，就有184 km（114 mi）的墙壁、154 km（96 mi）的边境围栏、154 km（96 mi）的信号系统和87 km（54 mi）的壕沟被拆除，仅有6处地点被留下来作为纪念。各个军事单位拆除了柏林/勃兰登堡的边界墙，并于1991年11月完成工作。具有艺术价值的彩绘墙段于1990年在柏林和蒙特卡洛进行拍卖。
1990年7月1日，东德正式接纳西德货币，所以“法律上”的边境管控撤销，尽管在此之前的一段时期内，德国内的边界已无实际意义。1992年，拆墙工作完成。
围墙的倒塌预示着两德统一迈出了至关重要的第一步。339天后的1990年10月3日，东德正式解散，正式统一的德国遵循西德基本法的民主路线。

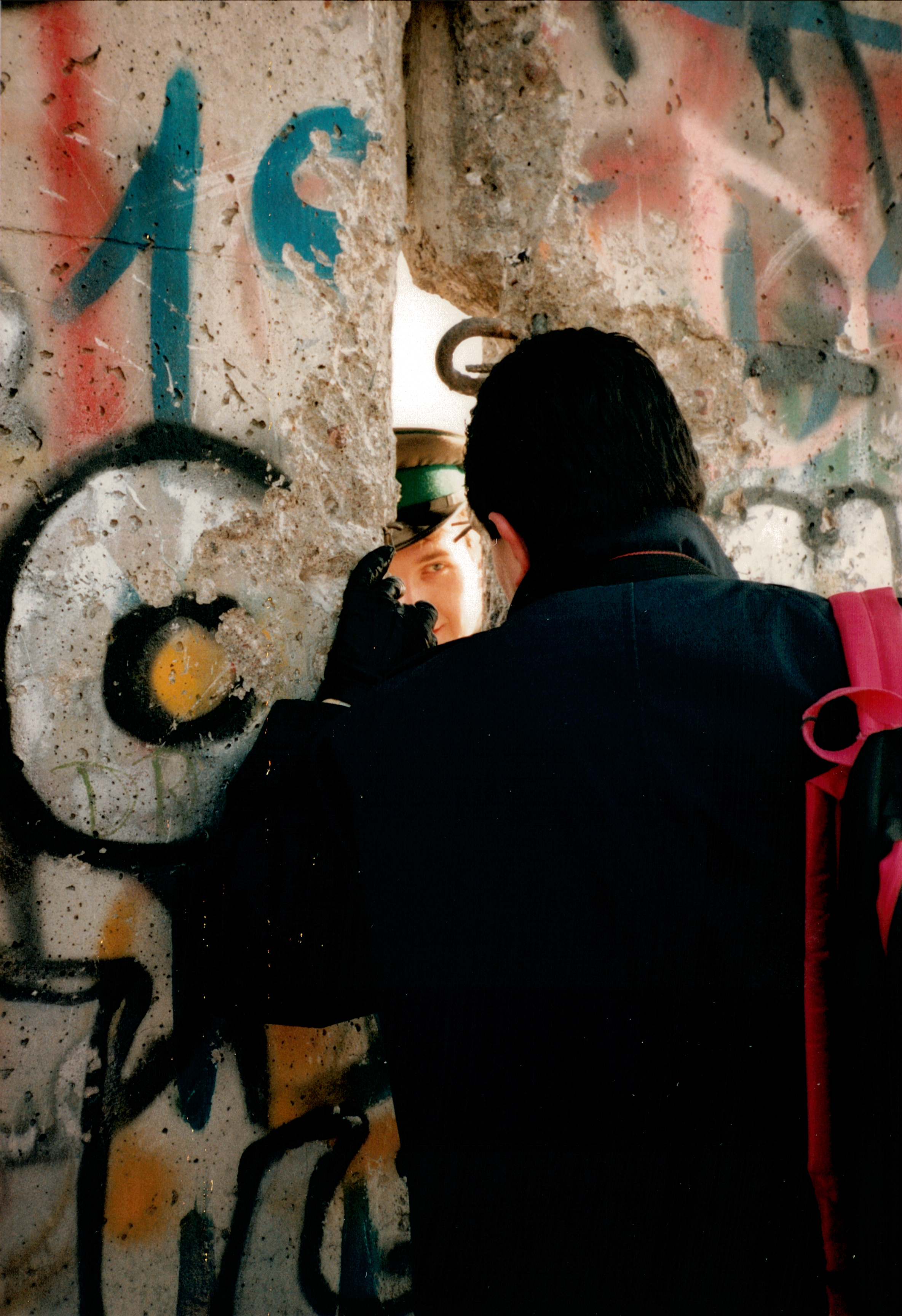
1989年11月底，一名东德士兵通过墙壁的破缝和西德人交谈。
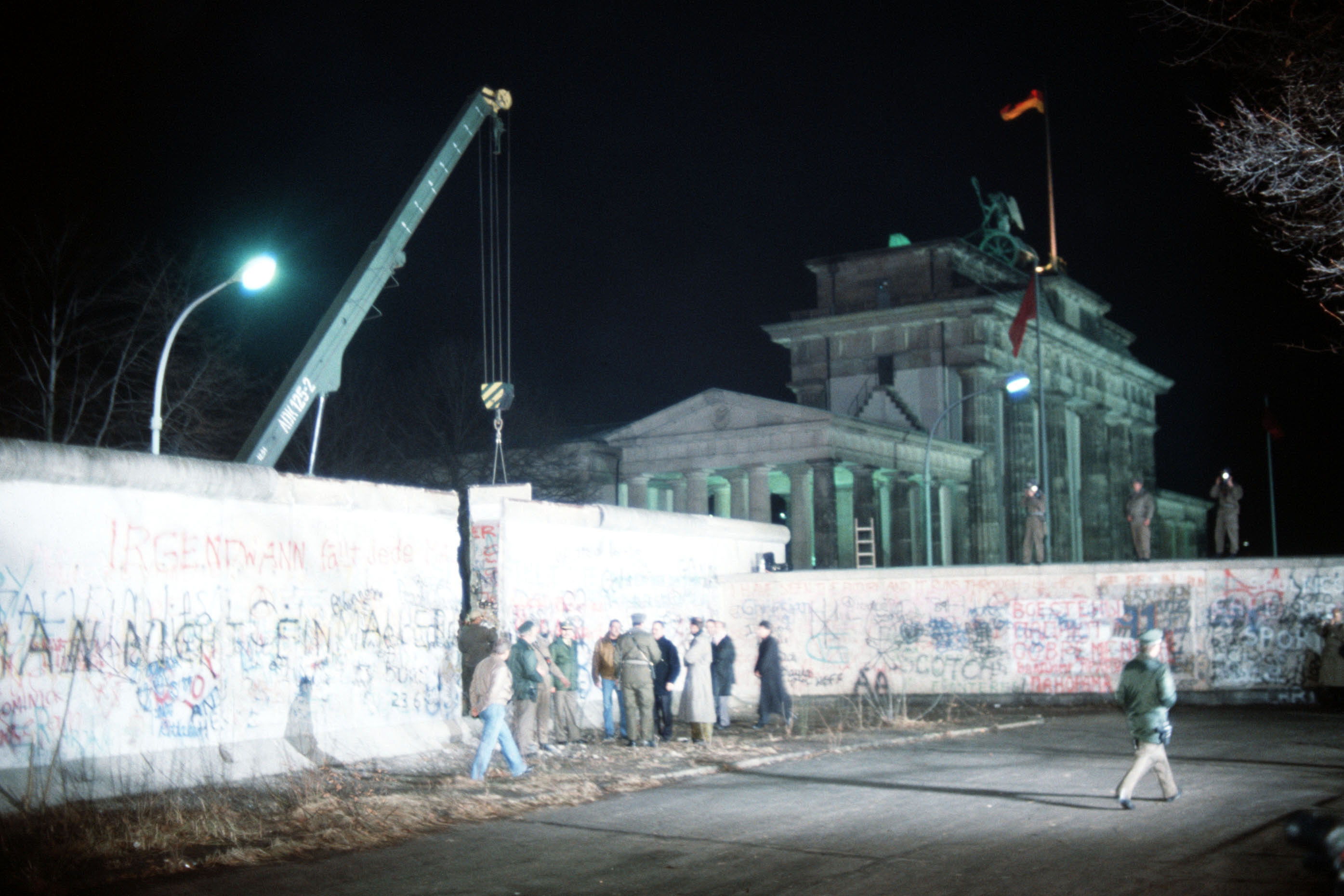
1989年12月21日，吊车拆除勃兰登堡门附近的围墙。
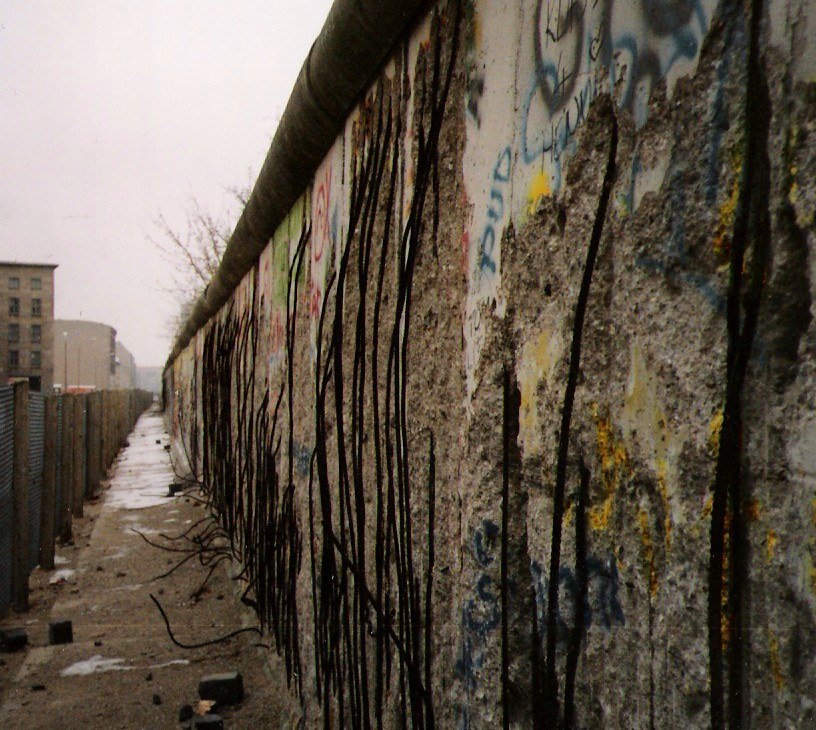
余下的围墙几乎都被迅速拆除。图片摄于1990年12月。
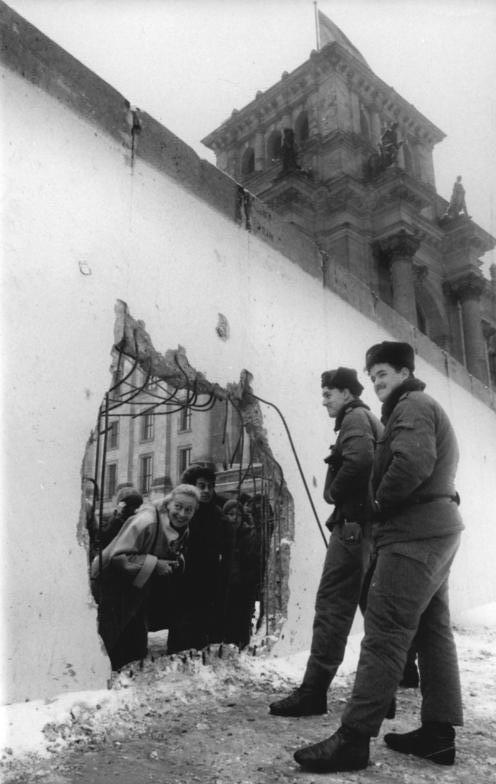
1990年1月5日西德人透过墙壁上的破洞与东德边防兵对视。
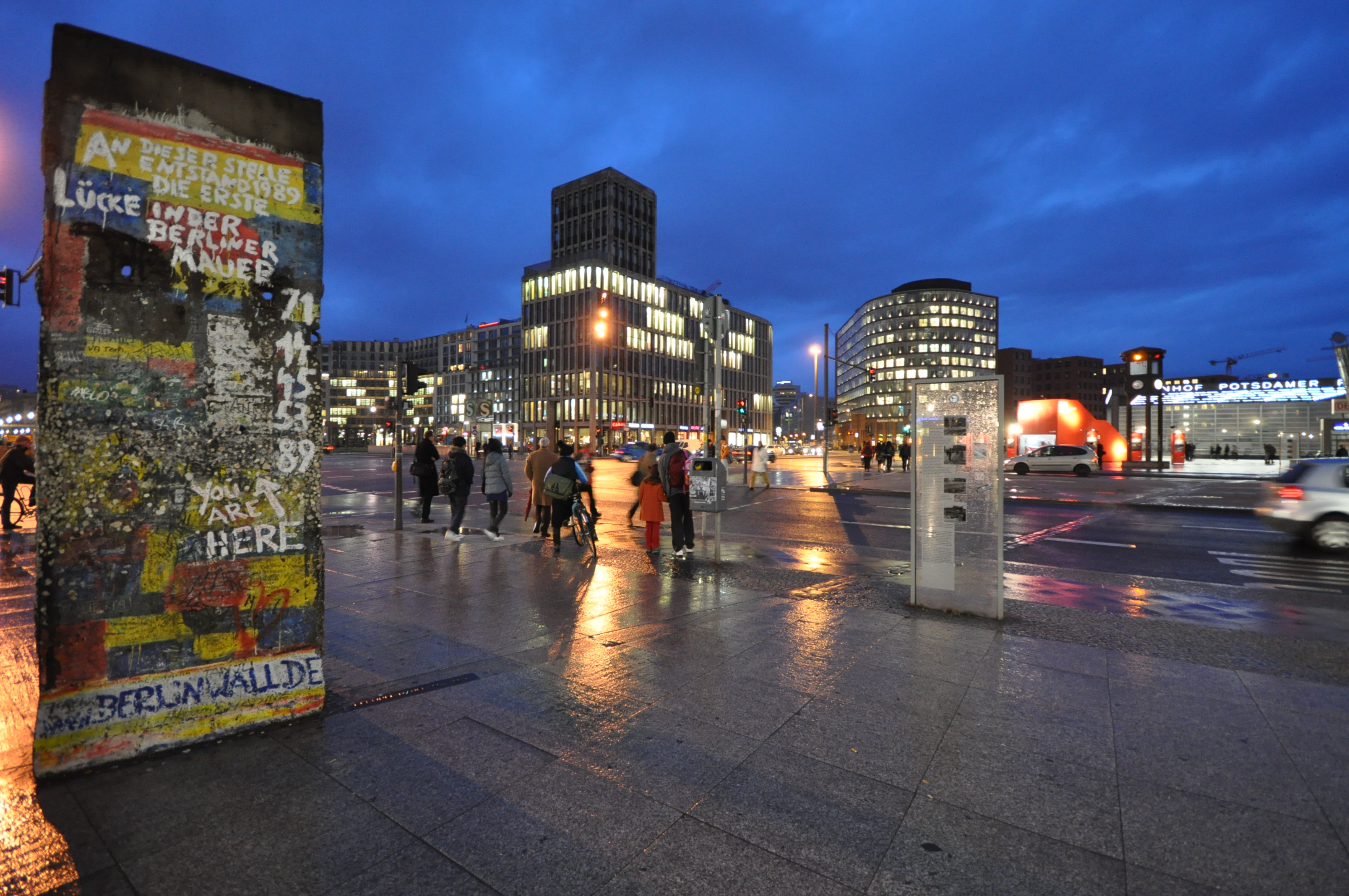
波茨坦广场的一小块围墙，摄于2009年3月
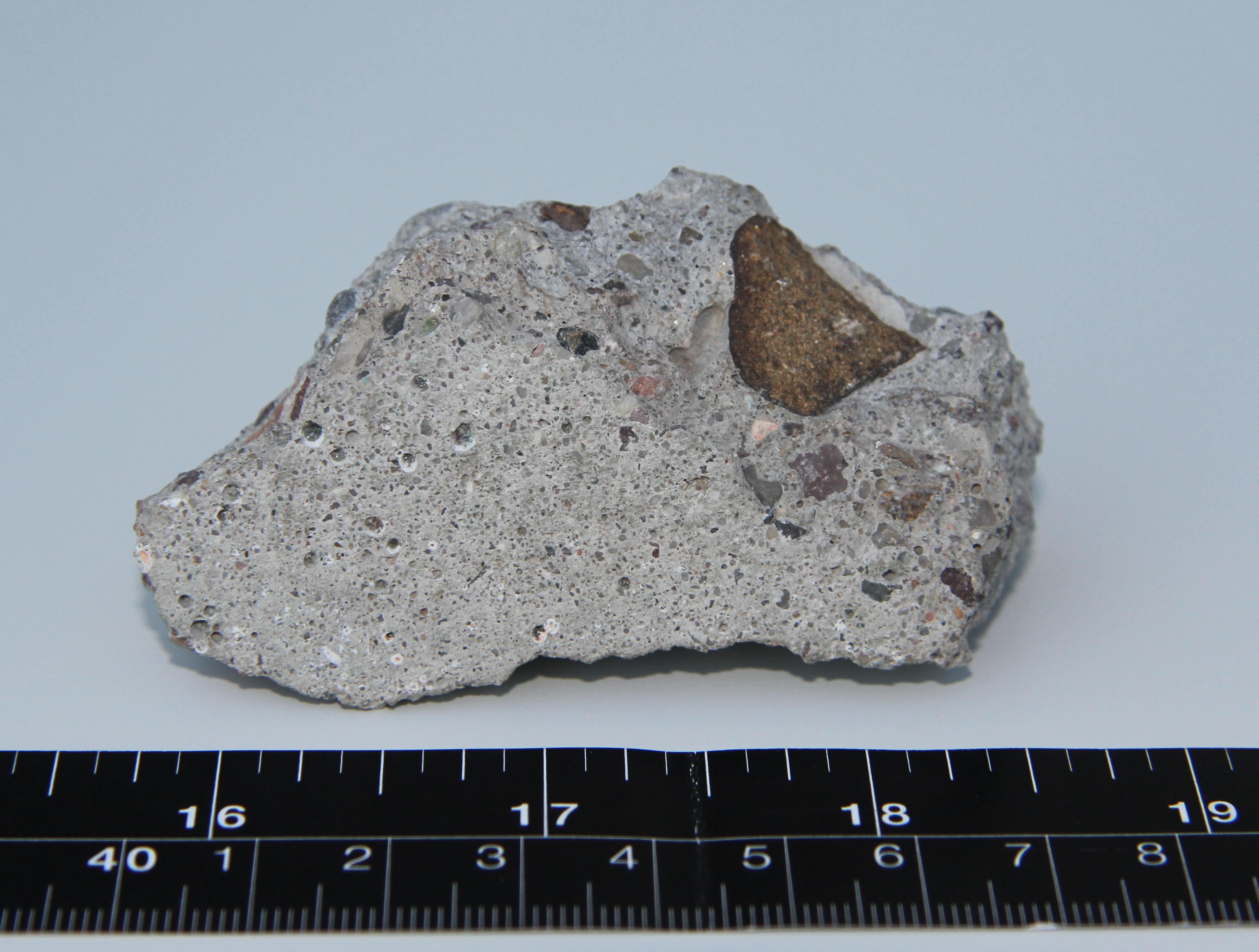
墙壁的大块混凝土纪念品

### 国际反对
法国总统密特朗和英国首相撒切尔夫人反对推倒柏林墙、德国最终统一，他们担忧随着德国的实力不断增强，德国可能会对邻国图谋不轨。1989年9月，撒切尔私下向苏共中央总书记戈尔巴乔夫倾诉，希望戈尔巴乔夫尽其所能出手阻止。
“我们不想要统一的德国，这会改变战后的边境，我们不允许这样的事情发生，因为这样的事态发展破坏了国际局势的稳定，可能危害我们的安全。”撒切尔告诉戈尔巴乔夫。
围墙倒塌后，密特朗警告撒切尔，德国统一所产生的影响比当年希特勒上台所带来的还要大，整个欧洲都要为统一的后果买单。

## 后续

### 庆祝活动与周年纪念
1989年11月21日，克羅斯比、史提爾斯、納許與尼爾·楊在勃兰登堡门前演唱納許1986年独唱专辑《Innocent Eyes》歌曲《Chippin' Away》。
1989年12月25日，伯恩斯坦在柏林举行音乐会，庆祝围墙倒塌，表演曲目包括贝多芬《第9号交响曲》（《欢乐颂》），其中伦纳德在演唱时将歌词“欢乐”改成“自由”。诗人席勒写词时可能用了“自由”，但后来出于担心改成了“欢乐”。音乐会上的管弦乐团及合唱团由东西德、英国、法国、苏联和美国人组成。1989年除夕夜，赫索霍夫站在被拆除的围墙顶，表演歌曲《Looking for Freedom》。1990年7月21日，沃特斯在波茨坦广场正北方表演了平克·弗洛伊德专辑《迷墙》的曲目，当晚的参演嘉宾包括邦喬飛、蝎子乐队、亚当斯、奥康娜、羅波、杜比、米歇尔、菲絲佛、赫尔姆、丹科和莫里森、
多年来，11月9日是否应设为德国国庆节的问题一直引起讨论，这种争议通常由前东德的反对派政治人物发起，包括维尔纳·舒尔茨。11月9日除了是东德和平演变的情感最高点外，还是威廉二世1918年退位、德国首个共和体制魏玛共和国宣告成立的日子。然而，11月9日也是1848年维也纳起义后布鲁姆被处决、1923年啤酒馆政变、1938年反猶騷亂“水晶之夜”的日子。诺贝尔和平奖得主维瑟尔率先批评了这种欢快感，指“他们忘记11月9日已经载入史册了——51年前的当天是水晶之夜”。最终，德国完成统一的10月3日被定为德国统一日。

#### 10周年
1999年11月9日10周年纪念日，勃兰登堡门举行了纪念音乐会及焰火表演。俄罗斯大提琴手罗斯特罗波维奇表演巴赫的歌曲，德国摇滚乐队蝎子乐队表演他们1990年的歌曲《变迁之风》。活动纪念了逃往西德时被击毙的受害者，多位政要发表演说。

#### 20周年
2009年11月9日，柏林举行了“自由节”，庆祝柏林墙倒塌20周年，世界各地政要参加了在勃兰登堡门举行的庆祝晚会。晚会的最高潮是1000多块高达8英尺（2.4）颜色丰富的泡沫多米诺骨牌沿着当年柏林墙的路线堆叠的建筑物被分段推倒，在勃兰登堡门前汇聚。
Twitter推出柏林推特墙，允许用户发布消息纪念20周年。中国政府迅速屏蔽了Twitter墙，阻止大批中国用户利用该墙反对防火长城。
德国驻美国大使馆协调了口号为“自由无高墙”的外交宣传活动，庆祝柏林墙倒塌20年。活动重点增进大学生群体对柏林墙倒塌的认识。2009年底，30多所大学的学生参加“自由无高墙”活动，其中自由无高墙演讲比赛的冠军的康侬于2010年免费游览柏林。
多国举行“围墙之旅”国际计划，自2009年5月20日起多个标志性的墙砖从柏林发出，被送到韩国、塞浦路斯、也门及其他日常生活以分裂和边界经历为特征的地方。在这些地方，砖将成为艺术家、知识分子和年轻人解决“墙”现象的一块空白画布。
三维网络世界“Twinity”按真实比例复制了围墙存在时的柏林。11月5日举行的MTV歐洲音樂大獎上，U2乐团和东京饭店表演了关于柏林墙的歌曲。U2在勃兰登堡门表演，东京饭店表演《World Behind My Wall》。
约旦河西岸地区城镇卡兰迪亚的巴勒斯坦人推倒部分以色列约旦河西岸围栏，纪念20周年。
华盛顿间谍博物馆举行卫星轿车集会，20辆卫星轿车象征柏林墙倒塌20年。每半个小时就有一台车被抽中，用来撞到柏林墙模型。卫星是东德人民的常用车，当时围墙倒塌后有许多人就是利用卫星车离开。
柏林达勒姆的联合博物馆举行一系列庆祝活动。博物馆举行题为“围墙巡逻——1961-1990年的西方列强与柏林墙”的展览，重点关注西方列强每天进行的巡逻，以观察柏林围墙和东德边界的防御工事。
小说《柏林下声音》作者T.H.E. Hill设计纪念“在柏林美国人”的纪念灰姑娘邮票，在网站柏林旅管理员、柏林退伍军人古蕾塔的博物馆展出。邮票精彩地说明，即使在柏林服务了二十多年，退伍军人仍然将在柏林服役视为其人生的最高峰。

#### 30周年
2019年11月4日至10日，柏林举行了为期一周的艺术展，并在11月9日举行全市范围的音乐节。11月4日，亚历山大广场、勃兰登堡门、西区画廊、客西马尼教堂、选帝侯路堤、王宫广场及利希滕贝格前史塔西总部举行。
巴基斯坦总理伊姆蘭·汗选择2019年11月9日开放卡塔普尔走廊，允许来自印度的锡克教徒信徒免签证过境，探访他们在巴基斯坦的宗教特别圣地。2019年11月9日，柏林赫塔體育俱樂部在对阵RB萊比錫的比赛上撕毁假柏林墙，纪念30周年。

## 相关文献
- Sarotte, Mary Elise. . Basic Books. 2014-10-07. ISBN 978-0-465-05690-3.